# Мачаидзе, Нино
Нино́ Мачаи́дзе (груз. ნინო მაჩაიძე, англ. Nino Machaidze, нем. Nino Matschaidse; род. 8 марта 1983, Тбилиси, Грузия) — оперная певица (сопрано).

## Краткая биография
С восьмилетнего возраста посещала уроки фортепиано.
Вокальное образование получила в Тбилисской государственной консерватории им. Сараджишвили.

Нино Мачаидзе прилежно слушала своих учителей и вскоре, хотя была ещё совсем юной, начала петь в опере. Во времена всеобщего развала театр был не самым посещаемым местом в Тбилиси. Иногда в зале оперы кроме Нино и её мамы собиралась горстка слушателей, однако певцы и певицы на сцене выкладывались полностью.
В 17 лет Нино завоевала у себя на родине свой первый вокальный приз.
С 2000 по 2005 на сцене Грузинского театра оперы и балета им. Палиашвили Нино неоднократно исполняла партии Церлины в «Дон Жуане»), Норины («Дон Паскуале») и Джильды («Риголетто»).
В 2005 она выдержала конкурс среди 400 других претендентов в Академию молодых вокалистов таеатра Ла Скала и сразу же была принята. Здесь же. В театре «Ала Скала» она в 2006 успешно дебютировала в роли Наяды в «Ариадна на Наксосе» Рихарда Штрауса (дирижёр Джеффри Тейт) и предложения на другие роли последовали незамедлительно.
После блестящего дебюта в роли Сильвии «Асканий в Альбе» Моцарта на сцене Ла Скала в феврале 2007 и Марии в опере «Дочь полка» Гаэтано Доницетти в мае того же года на сцене римской Оперы (Teatro dell’Opera di Roma), певица отпраздновала успех, который ознаменовал начало её интернациональной карьеры. Там же, в миланской «Ла Скала» она в марте 2008 спела партию Лауретты в «Джанни Скикки» Пуччини и Музетты в «Богеме».
Летом 2008 на крупнейшем и престижнейшем в Европе Зальцбургском музыкальном фестивале Нино Мачаидзе в паре с Роландо Вильясоном выступила в роли Джульетты в «Ромео и Джульетта» Шарля Гуно (постановка американского режиссёра Бартлета Шера, зальцбургский оркестр «Моцартеум» под управлением франко-канадского дирижёра Янник Незе-Сегина). Появление Нино Мачаидзе в этой роли было сюрпризом и породило большие ожидания, поскольку австрийская публика в последние годы привыкла видеть в этом спектакле «звездую пару» Нетребко-Вильясон. Однако профессиональные пути Нетребко и Вильясона в 2008 году разошлись, отчасти из-за семейных обстоятельств Анны Нетребко (замужество и рождение ребёнка), а также полугодовым тайм-аутом Роландо Вильясона из-за проблем с горлом. Поэтому «Ромео и Джульетта» в Зальбурге-2008 была для обоих партнёров серьёзным испытанием. Джульетта в исполнении Нино Мачаидзе, последовавшая овация зала и положительная реакция критики показали, что премьера пары Мачаидзе-Вильясон прошла более чем успешно и молодая грузинская певица вполне достойна своего более опытного и именитого партнёра.
В настоящее время певица живёт в Милане, свободно говорит по-итальянски.
26 сентября 2011 года  Нино Мачаидзе  вышла замуж за  итальянского певца, (баритон) Гидо Локонсоло . Они имеют одного сына — Алессандро.
В 2019 году дебютирует в качестве Манон Леско, в Théâtre des Champs-Élysées в Париже и затем в Wiener Staatsoper в Вене, также выступила в Театре Сан-Карло в Неаполе, где исполнила в первый раз в роли Антонии в опере "Сказки Гофмана".

## Программы, дебюты
- 2009, апрель — впервые в своей музыкальной карьере исполнит Лючию («Лючия ди Ламмермур», Доницетти) в Королевской Опере (Théâtre de la Monnaie) Брюсселя
- сезон 2009 — Деспина и Адина в «Любовном напитке» («Ла Скала»)
- сезон 2009 — Адина в Баварской государственной опере (Мюнхен)
- сезон 2009 — «Дочь полка» — в «Гран Театре» Барселоны
- сезон 2009 — Эльвира в опере «Пуритане», Беллини — в паре с Хуаном Диего Флоресом в «Teatro Comunale», Болонья[4]
- 2009, июль: Донна Фиорилла в «Турок в Италии», Джоаккино Россини, Венская государственная опера[5]
- 2009, сентябрь: дебют в «Los Angeles Opera», США в роли Адины «Любовный напиток» Гаэтано Доницетти[6].
- 2009 — сольные концерты в Германии
- 2009 — Джульетта («Ромео и Джульетта») на сцене Ковент-Гарден
- 2010 дебют в Метрополитен-Опера
- 2010 — Джильда («Риголетто») в Гран-Опера, Париж

## Премии, награды
- Лауреат (первая премия) конкурса вокалисток им. Лейлы Генчер в Стамбуле (2007)[7].

## Отклики массмедиа
- Журнал Зальцбургского фестиваля «Салон»:

Благодаря молодой грузинской певице Нино Мачаидзе была найдена многообещающая замена Анне Нетребко. 
- Австрийский телеканал ‚oe24.at’:

 "Захватывающе! — оценивают слушатели новой зальцбургской премьеры «Джульетты» в исполнении Нино Мачаидзе — Она не просто хорошо поет, в ней заложена надлежащая частица актёрского дарования.
- Радио Австрии Oe1/ORF:

 Нино Мачаидзе — это уже третья грузинская певица, которая покоряет интернациональную сцену и к тому же Зальцбургский фестиваль. Но, однако же она и далее прибавляет в мастерстве, а Тамар Ивери и Яно Тамар все-таки чуть-чуть её старше. 

## Фильмография
- Фильм-опера «Ромео и Джульетта» DVD — фирмы «Deutsche Grammophon» Catalog-№: 001247459
  - Фотоматериалы: «Ромео и Джульетта», сцена 1; «Ромео и Джульетта», сцена 2

## Дискография
- DECCA 'Bel Canto Arias' (conducted by Richard Bonynge) (2008)